# Баколод
Бако́лод (таг. Bácolod) — приморский портовый город на острове Негрос в провинции Западный Негрос на Филиппинах. Баколод — центр провинции и самый крупный город провинции по численности населения, — 429 076 жителей на 2000 год. В 1970 году было 187 000 жителей. Площадь — 156,1 км². Известен как «Город Улыбок».
Баколод — один из наиболее урбанизированных городов региона Висайя. Статус города ему дан в 1938 году. Большая часть населения говорит на языке илонго и в меньшей степени на себуано.
Ближайшие соседние города — Талисай, Баго и Мурсия. Напротив города через пролив находится остров Гимарас, рядом — соседний крупный порт на острове Панай, Илоило. Аэропорт расположен в 4 км от центра города. До Манилы отсюда 50 минут самолетом, и 30 минут до Себу. По морю до Манилы можно добраться за 20 часов, до Себу — за 7.
В окрестностях Баколода развито сельское хозяйство, культивируется рис, кокосовая пальма, сахарный тростник. Местное население занимается также рыболовством и ремеслами. Многие заняты в сфере обслуживания и туристическом бизнесе, так как город посещает большое число туристов и коммерсантов.
Климат Баколода благоприятный. Сухой сезон длится с декабря по май, в остальной период идут дожди, как и в других районах Филиппин. Средняя температура воздуха — 26° по Цельсию или 80° по Фаренгейту. По сезонам температура почти не меняется.

## История
Название города происходит от слова «баколод», что на языке илонго значит «холм, гора». Первое поселение здесь было расположено в окрестностях горы. В 1787 году, благодаря поселившимся здесь мусульманам, город вытянулся вдоль морского побережья. Древнее поселение называлось «Да-ан Бануа», то есть «Древний город». В 1894 г. по указу генерал-губернатора Чаверия, и через посредство губернатора острова Негрос, Мануэля Вальдевисео Моркечо, город был возведен в статус административного центра провинции Негрос. В конце XIX века имело место противостояние между двумя генералами, Анисето Лаксоном и Хуаном Аранета, которое приводило порой к вооруженным стычкам.
В 1898 году объединенные повстанцы избрали президентом Лаксона.
В марте 1899 американцы оккупировали Баколод. Был установлен неоколониальный режим, как и на Филиппинах в целом. В 1942 году город был оккупирован японскими войсками, и американцы вернулись в 1945 году.

## Города-побратимы
- Камлупс, Британская Колумбия, Канада
- Сингараджа, Индонезия
- Бутуан, Филиппины
- Легаспи, Филиппины
- Марикина, Филиппины
- Нага, Филиппины
- Параньяке, Филиппины
- Тагайтай, Филиппины
- Андон, Южная Корея
- Килунг, Тайвань
- Лонг-Бич, Калифорния, США